# I. Dedumosze
I. Dedumosze (uralkodói nevén Dzsedhotepré) az ókori Egyiptom egyik uralkodója a második átmeneti kor idején. Kim Ryholt, Darrell Baker, Aidan Dodson és Dyan Hilton szerint a XVI. dinasztiához, Jürgen von Beckerath, Thomas Schneider és Detlef Franke szerint a XIII. dinasztiához tartozott.

## Említései
Dzsedhotepré Dedumosze nevét egy 1908 júliusában Tell Edfu déli részén talált sztélé említi. A sztélé tulajdonosa „a király fia” és „parancsnok” címeket viselő Honszuemuaszet. Nem tudni, valóban a király fia volt, vagy csak tiszteletbeli címként viseli „a király fia” címet, amelyet időnként olyanok is viseltek, akik nem voltak a király gyermekei. A második átmeneti korban élt egy másik Dedumosze nevű uralkodó is, Dzsednoferré (II.) Dedumosze, aki – a név ritkasága alapján – talán I. Dedumosze fia volt. Számos lelet fennmaradt, amely uralkodói név nélkül említi Dedumosze király nevét, így nehéz eldönteni, kettejük közül melyiküké. Ezek közé tartozik egy Harszeher nevű hivatalnok edfui sztéléje, melynek szövege szerint a király fia, Harszeher, a király fiának, Szobekhotepnek a fia rokonságban áll egy Dedumosze nevű királlyal, akit Aidan Dodson és Dyan Hilton I. Dedumoszéval azonosít.

## Helye a kronológiában
Nem tudni pontosan, mikor uralkodott Dedumosze, de ha a XIII. dinasztia királya volt, akkor uralma valószínűleg véget ért i. e. 1690 körül; ha a XVI. dinasztiához tartozott, akkor talán i. e. 1588 és 1582 közt uralkodott, dinasztiája vége felé. Ryholt szerint Dedumosze, mikor szembesült azzal, hogy területét megszállják a hükszoszok, megpróbált békét kötni velük, erre utal nevei közt „A békehozó”, a „Ré békéje stabil” és „A Két Föld megmentője”.

## Név, titulatúra
A fáraók titulatúrájának magyarázatát és történetét lásd az Ötelemű titulatúra szócikkben.
| G5 |

| G5 |

| wAD | xa · a |

| wAD | xa · a |

| wAD | xa · a |

| wAD | xa · a |

| G5 |

| G5 |

| wAD | xa · a |

| wAD | xa · a |

| wAD | xa · a |

| wAD | xa · a |

| G16 |

| G16 |

| Sd · d | tA · tA |

| Sd · d | tA · tA |

| G16 |

| G16 |

| Sd · d | tA · tA |

| Sd · d | tA · tA |

| G8 |

| G8 |

| ini | R4 · t · p |

| ini | R4 · t · p |

| G8 |

| G8 |

| ini | R4 · t · p |

| ini | R4 · t · p |

| M23 | L2 |

| M23 | L2 |

| N5 | R11 | R11 | R4 · t · p |

| N5 | R11 | R11 | R4 · t · p |

| N5 | R11 | R11 | R4 · t · p |

| N5 | R11 | R11 | R4 · t · p |

| N5 | R11 | R11 | R4 · t · p |

| N5 | R11 | R11 | R4 · t · p |

| N5 | R11 | R11 | R4 · t · p |

| N5 | R11 | R11 | R4 · t · p |

| M23 | L2 |

| M23 | L2 |

| N5 | R11 | R11 | R4 · t · p |

| N5 | R11 | R11 | R4 · t · p |

| N5 | R11 | R11 | R4 · t · p |

| N5 | R11 | R11 | R4 · t · p |

| N5 | R11 | R11 | R4 · t · p |

| N5 | R11 | R11 | R4 · t · p |

| N5 | R11 | R11 | R4 · t · p |

| N5 | R11 | R11 | R4 · t · p |

| G39 | N5 | \| \| |
|     |    |       |

|  |

| G39 | N5 | \| \| |
|     |    |       |

|  |

| D37 · D37 | F31 | s | w |

| D37 · D37 | F31 | s | w |

| D37 · D37 | F31 | s | w |

| D37 · D37 | F31 | s | w |

| D37 · D37 | F31 | s | w |

| D37 · D37 | F31 | s | w |

| D37 · D37 | F31 | s | w |

| D37 · D37 | F31 | s | w |

| G39 | N5 | \| \| |
|     |    |       |

|  |

| G39 | N5 | \| \| |
|     |    |       |

|  |

| D37 · D37 | F31 | s | w |

| D37 · D37 | F31 | s | w |

| D37 · D37 | F31 | s | w |

| D37 · D37 | F31 | s | w |

| D37 · D37 | F31 | s | w |

| D37 · D37 | F31 | s | w |

| D37 · D37 | F31 | s | w |

| D37 · D37 | F31 | s | w |

## Fordítás
- Ez a szócikk részben vagy egészben  a   Dedumose I című angol Wikipédia-szócikk ezen változatának fordításán alapul.  Az eredeti cikk szerkesztőit annak laptörténete sorolja fel. Ez a jelzés csupán a megfogalmazás eredetét és a szerzői jogokat jelzi, nem szolgál a cikkben szereplő információk forrásmegjelöléseként.